# Estádio Fredis Saldívar
Estádio Fredis Saldívar – stadion wielofunkcyjny w Dourados, Mato Grosso do Sul, Brazylia, na którym swoje mecze rozgrywają kluby Clube Recreativo Desportivo 7 de Setembro i Ubiratan Esporte Clube.